# Witalij Jaczmieniow
Witalij Aleksandrowicz Jaczmieniow, ros. Виталий Александрович Ячменёв (ur. 8 stycznia 1975 w Czelabińsku) – rosyjski hokeista,  reprezentant Rosji. Trener hokejowy.

## Kariera zawodnicza
- Mieczeł Czelabińsk (1991-1993)
- North Bay Centennials (1993-1995)
- Phoenix RoadRunners (1995)
- Los Angeles Kings (1995-1997)
- Long Beach Ice Dogs (1997-1998)
- Nashville Predators (1998-1999)
- Milwaukee Admirals (1999)
- Nashville Predators (1999-2003)
- Amur Chabarowsk (2003-2004)
- Ak Bars Kazań (2004-2005)
- Awangard Omsk (2005-2007)
- Dinamo Moskwa (2007-2010)
- Rubin Tiumeń (2010-2013)

Wychowanek Traktora Czelabińsk. Od 1993 do 2003 grał w ligach północnoamerykańskich: OHL / CHL, IHL i NHL. W latach 2010–2013 występował w Rubinie Tiumeń, po czym w lipcu 2013 zakończył karierę zawodniczą i został w klubie jednym z trenerów.
Uczestniczył w turniejach mistrzostw Europy juniorów do lat 18 edycji 1993 oraz mistrzostw świata juniorów do lat 20 edycji 1995.

## Kariera trenerska i działacza
- Rubin Tiumeń (2013-2014), główny trener
- Traktor Czelabińsk (2014-2017), asystent trenera
- Powassan VooDoos (2017-2018), asystent trenera
- Saławat Jułajew Ufa (2018-2020), asystent trenera[2][3]

## Sukcesy
Reprezentacyjne
- Srebrny medal mistrzostw świata juniorów do lat 18: 1993
- Srebrny medal mistrzostw świata juniorów do lat 20: 1995

Klubowe
- Srebrny medal mistrzostw Rosji: 2006 z Awangardem, 2009 z Dinamem Moskwa
- Brązowy medal mistrzostw Rosji: 2007 z Awangardem Omsk
- Puchar Spenglera: 2008 z Dinamem Moskwa
- Złoty medal WHL / Puchar Bratina: 2011 z Rubinem Tiumeń
- Srebrny medal WHL: 2012 z Rubinem Tiumeń

Indywidualne
- OHL / CHL 1993/1994:
  - Skład gwiazd pierwszoroczniaków
  - Najlepszy pierwszoroczniak OHL
  - Emms Family Award - najlepszy pierwszoroczniak CHL
- OHL 1994/1995:
  - William Hanley Trophy - najbardziej sportowo grający zawodnik
- Superliga rosyjska w hokeju na lodzie (2007/2008):
  - Nagroda Dżentelmen na Lodzie dla napastnika